# Associazione Calcistica Locri 1909
L'Associazione Calcistica Locri 1909, meglio nota come Locri, è stata una società calcistica Italiana con sede nella città di Locri. 

## Storia[1]
L’Associazione Calcio Locri è una tra le più antiche ed importanti società calcistiche calabresi esistenti, fondata da un gruppo di appassionati sportivi nel 1909 a Gerace Marina (attuale Locri), con il nome di “Fortitudo Locrese”.
Fin dall’inizio dell’attività si distingue per agonismo e valore tecnico, e nella stagione 1927-1928 risulta essere l'unica società della Provincia di Reggio Calabria a disputare il Campionato di Terza Divisione insieme al Catanzaro, Cosenza, Vigor Nicastro e Paolana. Al termine del campionato si classifica al primo posto a pari merito con il Cosenza.
Negli anni successivi, fino a tutto il 1940, disputa regolarmente e con alterne fortune, il Campionato di Prima Divisione.
Nel primo Dopoguerra, mutata la denominazione in quella di “Juventina Locri” riprende l’attività disputando dal 1945 al 1959 molti campionati nel massimo livello regionale.
Nella stagione sportiva 1959-1960 è scelta per disputare, unica dell’intera provincia, il nuovo campionato di Serie D ed in seguito la Juve Locri è sul punto di approdare alla Serie C dopo una lotta serrata con il Crotone (che alla fine vinse il campionato), con il Barletta, l’Avellino e il Brindisi
Dopo la retrocessione avvenuta nel 1966, la società amaranto disputa il campionato di Promozione e, dopo la fusione con l’altra squadra locale che aveva ripreso l’antica denominazione di Fortitudo Locrese, l’Unione Sportiva Locri vince il girone B del campionato di Promozione.
Nei primi anni settanta il Locri domina la scena calcistica calabrese dilettantistica, tentando più volte di raggiungere la serie superiore. Nella stagione 1970-1971 è protagonista di un bellissimo testa a testa con la Unione Sportiva Palmese, che però alla fine ha la meglio.
Gli amaranto  del Presidente Pietro Bartolo , con  ds Nino Licandro , allenati dal mister Sandro Sti vala, vincono il campionato di Prima Categoria nella stagione 1982-1983 e approdano alla serie superiore.
Agli inizi della stagione calcistica 1986-1987 il presidente Nino Tallarida cedette la squadra gratuitamente "regalando" giocatori del calibro di Ciccio Giorgi al Comune, che chiamò al vertice della società nella qualità di Commissario unico il rag. Giuseppe Gelonese, che accogliendo l'invito del sindaco, avv. Francesco Carnuccio, dell'assessore allo Sport, Pino Sainato, dell'assessore Alfonso Passafaro e dell'intera amministrazione comunale avviò l'opera di rilancio del sodalizio amaranto, opera che fu proseguita dall'ing. Pierino Parasporo. Seguirono anni gloriosi dove la squadra amaranto, con una nuova dirigenza, guidata da Pasquale d'Ettore, arrivo' in Finale Nazionale Dilettanti di Coppa Italia, giocando fino in Toscana.
Nel Campionato Nazionale Dilettanti 1996-1997, il Locri chiuse al secondo posto in classifica a soli due punti dal Crotone capolista, sfiorando la storica promozione in Serie C2. La partita decisiva, giocata in casa all'ultima giornata davanti a circa 5.000 tifosi, terminò a reti inviolate; il risultato premiò dunque i pitagorici. Tuttavia, la magistratura ordinaria aprì un'inchiesta sull'esito della partita, con l'ipotesi che fosse stata truccata dalle cosche che in quel periodo erano protagoniste di una violenta faida che interessava il centro Jonico. L'ipotesi fu avallata dalle intimidazioni mafiose che subirono tre giocatori amaranto e dalle successive dimissioni del presidente Giorgio Barresi da consigliere comunale, dopo l'inserimento del suo nome in un'inchiesta della DIA di Catanzaro.
Seguirono cinque anni di Serie D con risultati discreti, poi nelle stagioni 2001-2002 e 2002-2003 la squadra invece dovette affrontare due retrocessioni consecutive giungendo nel campionato di Promozione Calabrese.

### Dagli anni duemila a quelli attuali
Nel 2008-2009, l'A.C. Locri chiude all'undicesimo posto nel girone B calabrese di Promozione. La stagione seguente vede un inizio in sordina degli amaranto, che li porterà a giocarsi la permanenza nella categorie ai play-out col Capo Vaticano. Tuttavia il Locri riesce a spuntarla nel doppio scontro (5-2 complessivo), ma la stagione seguente la squadra, penalizzata anche di tre punti, si classifica sedicesima e retrocede in Prima Categoria.
L'8 Agosto 2014 viene formata una nuova società, grazie al titolo della Benestarnatilese, e l' A.C. Locri 1909 ritorna a partecipare al campionato regionale di Promozione (girone B) dopo un anno di inattività. La nuova società, formata dal presidente Antonio Spadaro e allenata dal duo Silvano-Commisso, affronterà quindi il campionato nella stagione 2014-2015..
Nella medesima stagione la squadra si classificherà al secondo posto. Ciò fa rinascere nel paese e nella Locride di nuovo la passione per il calcio locale e sia in casa che in trasferta la squadra è seguita da centinaia di tifosi con famiglia al seguito. Nel finale di campionato ottiene 7 vittorie consecutive e accede ai play-off, perdendo però per 1-2 la partita finale in casa contro la squadra Reggiomediterranea davanti a 2.000 tifosi e restando nel campionato di Promozione.
Il 26 Marzo 2016 l' A.C. Locri 1909 vince il girone B del campionato Regionale di Promozione, tornando così in Eccellenza Calabria dopo 13 anni.
La classifica finale evidenzia Locri vincente con 69 punti, 21 vittorie, 6 pareggi e 1 sola sconfitta. 51 gol fatti e soli 9 subiti (migliore difesa del campionato).
La stagione 2016-2017 è quella del ritorno in Eccellenza e la squadra Amaranto chiude all'ottavo posto con 37 punti conquistati, con una salvezza conquistata con 2 giornate di anticipo, a 2 punti dalla zona Play-Out, ma dalla quale il Locri non è stato quasi mai coinvolto nell'arco dell'intera stagione. Lo score finale è di 10 vittorie, 7 pareggi e 13 sconfitte, con 35 reti realizzate e 43 subite. Il "Comunale" è risultato vero fortino della compagine Amaranto, anche se ottime prove si sono registrate in numerose trasferte esterne (Cittanova, Trebisacce, Luzzi, Roggiano), dalle quali però non sono stati conquistati sufficienti punti.
Il 2017/2018 si apre con la riconferma nel campionato di Eccellenza Calabrese, ma con il cambio alla guida tecnica da Francesco Ferraro ad Umberto Scorrano (ex capitano Amaranto), con Natino Varrà nelle vesti di Direttore Sportivo. La società effettua un riassestamento all'interno delle cariche, ma conferma Antonella Modafferi presidente del sodalizio Amaranto. L'A.C. Locri 1909 si appresta ad affrontare un nuovo campionato di Eccellenza, ma con l'incognita campo da gioco, in quanto al "Comunale" è previsto un intervento di riqualificazione con la stesura di un manto erboso in materiale sintetico.
Il 23 Dicembre 2017 sul campo neutro di Catanzaro il Locri vince la Coppa Italia Regionale con il risultato di 2-1 contro il Cotronei Calcio.
Il 18 Marzo del 2018, grazie al pareggio per 1-1 contro il Castrovillari sul campo neutro di Amantea, gli Amaranto tornano in Serie D dopo 16 anni.
Il 5 Maggio del 2018 il Locri centra il "Triplete" vincendo anche la Supercoppa della Regione battendo in un triangolare l'ASD Bocale ADMO e l'ASD Corigliano Calabro.
Nella stagione di Serie D 2018/2019, dopo un ottimo avvio di campionato che li vede arrivare a Bari dopo qualche giornata da secondi in classifica (con 500 tifosi al seguito), e finire il girone d'andata in una posizione non preoccupante, l'A. C. Locri 1909 inizia male il girone di ritorno ottenendo una serie di sconfitte che lo fanno scivolare nelle zone pericolose della classifica.
Chiudendo il campionato al 15º posto con 39 punti è costretto a giocarsi la permanenza nella categoria fuori casa contro il Città di Messina. Il 12 Maggio 2019 si gioca il Play-Out a porte chiuse al "Despar Stadium" di Messina. Il Locri perde per 2-0 e retrocede in Eccellenza dopo un solo anno trascorso nel massimo torneo dilettantistico.
Seguono poi due stagioni di Eccellenza calabrese, in cui mantiene tranquillamente la categoria.
Per l'anno sportivo 2021-2022 il Locri si presenta ai nastri di partenza deciso a ritornare in serie D e difatti così è. Guidato da mister Mancini il Cavallo Alato batte ogni record e vince il campionato con cinque giornate di anticipo. Si aggiudica inoltre la Coppa Italia e la Supercoppa Regionale. Arriva a disputare anche i quarti di finale della Coppa Italia Dilettanti fase Nazionale perdendo solo con il Barletta, quest'ultima squadra poi vincitrice del torneo.
Nell'anno sportivo 2022-2023, il Locri arriva 2º nel Girone I di Serie D 2022-2023, dietro al Catania, perdendo successivamente i play-off contro il Trapani, con il risultato finale di 3-0 a favore dei siciliani, in una partita giocata in campo neutro, allo Stadio Marcello Torre di Pagani (SA).

## Allenatori e presidenti
Di seguito la cronologia parziale degli allenatori e dei presidenti:
- 1909-1928 ?
- 1926-1928  Alessandro Palmisano
- ?-?  Ples
- ?-?  Gallinotti
- ?-?  Pettine
- ?-?  Lombardo
- ?-1943  Gratteri
- 1943-1945 Inattività per cause belliche.
- 1945-1947 ?
- 1947-1948  Enzo Dolfin
- 1959-1960  Lenzi
- 1960-? ?
- ?-?  Vaccari
- ?-?  Eberle
- ?-?  Costa
- ?-?  Conti
- ?-?  Mancini
- ?-1963  Masci
- 1963-1964  Mancini
- 1964-1967 ?
- 1967-1968  Giuseppe Salerno
- 1968-1969 ?
- 1969-1970  Gianni Catalano
- 1970-1971  Mimmo Mercuri
- 1971-?  Lillo Dieni
- ?-?  Franco Calabrò
- ?-?  Ivan Calmino
- ?-?  Nuccio Vigliarolo
- ?-?  Aldo Simoncello
- ?-?  Totino Russo
- ?-?  Firmo Micheli
- ?-?  Pepè Monteleone
- ?-1981  Rocco Nocera
- 1981-1997  Sandro Stivala
- 1997-2010 ?
- 2010-2011  Pietro Armenise
- 2011-2013 ?
- 2013-2014 Inattività
- 2014-2015  Cosimo Silvano e Commisso
- 2015-2016  Giuseppe Carella
- 2016-2017  Francesco Ferraro
- 2017-2018  Umberto Scorrano
- 2018-2019  Umberto Scorrano (1ª-15ª)
 Alessandro Pellicori (16ª-26ª)
 Domenico Quattrone (27ª-34ª e play-out)
- 2019-2020  Umberto Scorrano
- 2020-2021  Alessandro Caridi
 Renato Mancini
- 2021-2023  Renato Mancini
- 2023- 2024 Maurizio Panarello
- 2024-  Umberto Scorrano

- 1909-?  Armando Scaglione
- ?-?  Vincenzo Bruzzese
- ?-?  Antonino Candida
- ?-?  Cafiero
- ?-?  Gennaro Cento
- ?-1943  Bernardo Spina
- 1943-1945 Inattività per cause belliche.
- 1945-?  Nicola Mittica
- ?-1948  Antonio Spadaro
- ?-?  Giuseppe Raffaele Macrì
- 1959-1960  Michele Murdaca (commissario)
- 1960-?  Gaetano Pedullà
- ?-1969  Aurelio Scarfò
- 1969-?  Antonio Spadaro (commissario)
- ?-?  Vincenzo Napoli
- ?-?  Prochilo
- 1982-1983  Luciano Pedullà
- ?-?  Pietro Bartolo
- ?-1986  Antonio Tallarida
- 1986-1987  Giuseppe Gelonese (commissario unico)
- 1987-? Pierino Parasporo
- ?-1997  Giorgio Barresi
- 1997-2013 ?
- 2013-2014 Inattività
- 2014-2015  Antonio Spadaro e Nicola Gullace
- 2015-2016  Dario Marando
- 2016-2019  Antonella Modafferi
- 2019- 2023  Giuseppe Mollica
- 2024-  Cesare Polifroni

## Palmarès

### Competizioni regionali
- Eccellenza: 2

2017-2018, 2021-2022
- Promozione: 2

1987-1988 (girone B), 2015-2016 (girone B)
- Prima Categoria: 1

1969-1970
- Coppa Italia Dilettanti Calabria: 3

1995-1996, 2017-2018, 2021-2022
- Supercoppa Calabria: 2

2017-2018, 2021-2022

### Altri piazzamenti
- Coppa Italia Dilettanti:

Finalista: 1995-1996 (finalista Fase Eccellenza)

## Statistiche e record

### Partecipazione ai campionati
| Livello | Categoria                       | Partecipazioni | Debutto   | Ultima stagione | Totale |
| ------- | ------------------------------- | -------------- | --------- | --------------- | ------ |
| 4º      | Serie D                         | 12             | 1959-1960 | 2025-2026       | 12     |
| 5º      | Campionato Interregionale       | 1              | 1988-1989 | 1988-1989       | 7      |
| 5º      | Campionato Nazionale Dilettanti | 3              | 1996-1997 | 1998-1999       | 7      |
| 5º      | Serie D                         | 3              | 1999-2000 | 2001-2002       | 7      |

## Tifoseria

### Storia
Da sempre la squadra locrese è seguita da un gran numero di tifosi locali e dei paesi limitrofi alla cittadina. Un tifo molto sentito quello che caratterizza questa compagine, che negli anni si è fatta apprezzare per l'attaccamento sociale ed il senso di appartenenza. Basti pensare che, i locresi emigrati in altre zone d'Italia e nei paesi esteri, hanno creato piccoli club per seguire la loro squadra.
Il tifo organizzato a Locri è presente dagli anni ottanta con la nascita dei primi gruppi ultras. Stando alle cronache, il primo striscione fu quello dei Warriors, seguito negli anni da altri gruppi, quali Erotik Group, Vecchia Guardia, Falange e Gioventù Amaranto.
Il tifo amaranto ha visto il suo "periodo d'oro" negli anni novanta con la fondazione del gruppo Pessimi Elementi, avvenuta nel 1992. Questo periodo va di pari passo anche con il periodo d'oro della squadra calabrese, che arriverà a sfiorare una storica promozione in C2, sfumata nel 1997 all'ultima giornata a causa di un "chiacchieratissimo" pari con il Crotone, giocatosi a Locri di fronte a 5.000 spettatori. Altro gruppo ultras che nel corso degli anni ha colorato lo stadio Macrì è stato i Frangia Ostile. Negli anni recenti invece sono stati costituiti gruppi più giovani, quali Nuova Guardia,Lokroi (il quale deve il suo nome all'antico nome greco della città) e “Quei Bravi Ragazzi”.

### Gemellaggi e Rivalità
Gli amaranto vantano dal 1996 un sentito gemellaggio con i tifosi dell'Angri, legame fraterno portato avanti ancora oggi.
Altri rapporti di forte amicizia sono quelli con i tifosi della Bovalinese, della Gioiese, del Rosarno, del Sambiase, dell'Acri, del Catanzaro, del Siracusa (accomunata questa anche dall’antica alleanza fra le due polis in epoca greca), della Fidelis Andria, del Barletta, della Vibonese, in virtù di una vecchia amicizia tra i gruppi Pessimi Elementi e UV'95 (ex gruppo ultras, un tempo colonna portante del tifo rossoblù), risalente alla fine degli anni novanta e Castrovillari, con questi ultimi in particolar modo tra i gruppi Quei Bravi Ragazzi e Gioventù Rossonera. e del Licata.
In passato buoni i rapporti con la tifoseria della Reggina, con continue visite reciproche tra i gruppi Pessimi Elementi e CUCN 1982, i rapporti si incrinano definitivamente nel 2025.
Per quanto concerne le rivalità dei tifosi amaranto, spicca in primis quella con i tifosi del Siderno, con il quale il Locri disputa il Derby della Locride. La rivalità in questione infatti va oltre l'ambito calcistico, essa è riconducibile all'accesissimo campanilismo che intercorre tra gli abitanti di Locri e Siderno, comuni confinanti, tra i più popolosi di tutta la Città metropolitana di Reggio Calabria. Altre rivalità degne di nota vi sono con i corregionali della Palmese, Vigor Lamezia, Rossanese e Crotone.
In ambito interregionale si registrano le rivalità con i tifosi del Messina e con quelli dell'Acireale.